# 유지은 (미스코리아)
유지은 (1985년 2월 26일~)은 2007년 미스코리아 미 (美) 출신의 대한민국 모델이다.

## 학력
- 곤지암초등학교 (졸업)
- 예원학교 (졸업)
- 과천여자고등학교 (졸업)
- 경기대학교 연극영상학과 (졸업)
- 성균관대학교 연기예술학과 (졸업)

## 수상
- 2007년 미스코리아 서울 미(美)
- 2007년 미스코리아 미(美)
- 2007년 제7회 미스 어스 선발대회 미스 참, 미스 폰타나 수상